# Leandro Delgado Rey
Leandro Delgado Rey (Montevideo, 1967) es un escritor uruguayo. Ha escrito novelas, cuentos y poemas. También ha publicado diversos trabajos de investigación sobre diversos temas culturales (ciencia ficción, rock uruguayo) y sobre historia del anarquismo. Ha colaborado además con los periódicos uruguayos El País y La Diaria.

## Biografía
Estudió la Licenciatura en Comunicación Social en la Universidad Católica del Uruguay y obtuvo el título en 1997. Realizó dos maestrías investigando sobre ciencia ficción, en Leicester y en Nueva Jersey. Tiene también un doctorado obtenido en 2005 en Nueva Jersey, en este caso su tesis fue sobre la influencia del anarquismo en la literatura del Río de la Plata.
Trabaja desde 2005 como docente en la carrera de Comunicación de la Universidad Católica del Uruguay.
En 1999 editó un libro de poemas titulado Tres noches bajo agua. Le siguieron las novelas Adiós Diomedes (2005) y Ur (2013), y los volúmenes de cuentos Cuentos de tripas corazón (2010) y Alerta naranja (2015).
Sus obras más destacadas por la crítica son sus dos novelas. Adiós Diomedes toma como excusa al cantante de ficción Diomedes López para hacer una descripción de parte de la cultura juvenil de Montevideo en la década de los 80. Ur es una obra difícil de clasificar, aunque en general es descrita como una novela de ciencia ficción. Esta obra estuvo nominada en la categoría «narrativa» de los premios Bartolomé Hidalgo en 2013.
En 2020 publica Elecciones internas, una distopía en un Montevideo deshabitado.

## Obra
- Tres noches bajo agua (Noctúa, 1999)
- Adiós Diomedes (Planetarias, 2005; reeditado por Hum, 2014)
- Cuentos de tripas corazón (Estuario, 2010)
- Ur (Hum, 2013)
- Alerta naranja (La Propia, 2015)
- Anarquismo en el novecientos rioplatense (Estuario, 2017)
- Elecciones internas (Hum, 2020)
- Inhumanes (Estuario, 2023)
- El fuego verde (Hum, 2023)
- Alerta: elecciones (Hum, 2024)